# 南岳圣经学院

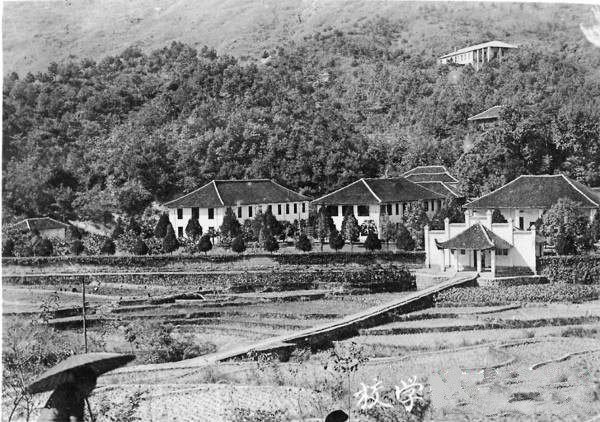
萧伯訚1937年拍摄的南岳圣经学院

南岳圣经学院位于南岳衡山集贤峰白龙潭，始建于1920年，培养神职人员，现已不复原功能。

## 历史沿革
1920年，基督教来南岳白龙潭开办圣经学院，培养专门神职人员。20世纪初的美国著名旅行家盖洛曾描述他1926年在衡山旅游的情景，有介绍一所由美国美孚石油大亨、长沙基督教会修建的“石油圣经学校”，极有可能就是指南岳圣经学院。
1937年抗日战争爆发，北大清华南开三校南迁成立国立长沙临时大学（即西南联大的前身），文学院就设在南岳圣经学院。1938年11月，国共两党共同创办“南岳游击干部训练班”，本部就设在南岳圣经学院。

## 现状
2010年，南岳牧师之子康荣上网发帖呼吁保护已即将倒塌的南岳圣经学校，引起社会关注。

## 文化
冯友兰、汤用彤、金岳霖在南岳圣经学院时期完成了《新理学》、《论道》、《中国佛教史》的写作。

## 文学作品
- 冯友兰的《中国哲学简史》提及：“最初，联大曾设在湖南省的长沙，我们哲学系和文、法学院其他各系设在衡山，即著名的南岳。我们在衡山只住了大约四个月……精神上却深受激励。其时，正处于我们历史上最大的民族灾难时期，其地，则是怀让磨砖做镜、朱熹会友论学之处。我们正遭受着与晋人南渡、宋人南渡相似的命运。可是我们生活在一个神奇的环境：这么多的哲学家、著作家和学者都住在一栋楼里。”
- 容肇祖曾根据在南岳圣经学院的教师名字赋七绝3首。 其一：冯（古通凭）阑雅趣近如何（冯友兰）？闻一由来未见多（闻一多）。性缓佩弦犹可急（朱自清字佩弦），愿公超上莫蹉跎（叶公超）。 其二：鼎沈（读沉）洛水是耶非（沈有鼎）？秉璧犹能完璧归（郑秉璧）。养士三千江上浦（浦江清），无忌何时破赵围（柳无忌）。 其三：从容先着祖生鞭（容肇祖），未达元（古通原）希扫虏烟（吴达元）。晓梦醒来身在楚（孙晓梦），皑岚依旧听鸣泉（罗皑岚）[5]。
- 冯友兰还加上所居宿舍，续成二绝。其一：久旱苍生望岳霖（金岳霖），谁能济生与寿民（刘寿民）。汉家重见王业治（杨业治），堂前燕子亦卜荪（英籍教授威廉·易卜生）。其二：卜得先甲与先庚（周先庚），大家有喜报俊升（吴俊升）。功在朝廷光史册（罗廷光），停云千古留大名（停云楼，教授宿舍名）[5]。
- 西南联大校歌《满江红》提及“万里长征，辞却了五朝宫阙，暂驻足衡山湘水，又成离别”、“西山沧沧，滇水茫茫，这已不是渤海太行，这已不是衡岳潇湘。同学们，莫忘记失掉的家乡，莫辜负伟大的时代，莫耽误宝贵的辰光。[5]”